# Cheilolejeunea clypeata
Cheilolejeunea clypeata là một loài Rêu trong họ Lejeuneaceae. Loài này được (Schwein.) W. Ye & R.L. Zhu mô tả khoa học đầu tiên năm 2010.